# Tommy Johnson (musicien)
Vous lisez un « bon article » labellisé en 2013.
Pour les articles homonymes, voir Tommy Johnson et Johnson.
Thomas Johnson, dit Tommy Johnson, est un chanteur (chantant souvent avec une voix de fausset) et guitariste américain de blues, né près de Terry au Mississippi en 1896 et mort à Crystal Springs au Mississippi le 1er novembre 1956.
Plongé très tôt dans le monde de la musique, Tommy Johnson devient assez jeune un artiste reconnu. Il sillonne l'État du Mississippi et fait quelques incursions dans les États voisins. Il mène une vie de bohème, constamment sur la route, de séducteur (il se marie quatre fois et a de nombreuses maîtresses) mais aussi d'alcoolique chronique (il va jusqu'à consommer de l'alcool utilisé normalement comme combustible) bien qu'il tente parfois de se ranger, mais toujours sans succès. Il enregistre une quinzaine de titres dans les années 1928-1929 pour deux labels, Victor et Paramount, avant de retourner sur la route. Ses premiers disques, avec des titres tels que Canned Heat Blues ou Big Road Blues, connaissent le succès mais les derniers enregistrements ne se vendent pas assez pour qu'il soit rappelé. De 1930 à sa mort en 1956, il continue donc sa carrière de musicien itinérant, jouant ses succès mais sachant aussi s'adapter aux demandes du public.
Bien qu'il ait très peu enregistré, Tommy Johnson a eu une énorme influence sur le blues. De nombreux musiciens, comme Howlin' Wolf, se sont inspirés de son jeu de guitare et de son chant ; dans les années 1960, le groupe Canned Heat lui rend hommage, d'abord en prenant le titre d'une de ses chansons pour nom de groupe mais aussi en s'inspirant de Big Road Blues pour écrire On the Road Again.
En 2000, il devient un personnage de fiction lorsqu'il apparaît dans le film des frères Coen O'Brother. Ce Tommy Johnson, bien qu'il soit inspiré du personnage réel, reste cependant une invention des auteurs puisqu'il devient musicien dans le groupe formé par les trois personnages principaux du film.

## Biographie

### La jeunesse

L'État du Mississippi où Tommy Johnson passa la majeure partie de sa vie.

Tommy Johnson naît en 1896 dans une plantation à côté de Terry, à quelques kilomètres au nord de Crystal Springs et une trentaine de kilomètres au sud de Jackson, la capitale de l'État du Mississippi. Ses parents, Idell et Mary Ella Johnson ont déjà cinq enfants et après Tommy il en naît encore sept. En 1910 toute la famille déménage dans la banlieue de Crystal Springs, où Tommy passe la majeure partie de sa vie. La musique est très importante chez les Johnson car la famille du côté paternel pense avoir des liens avec le bluesman Lonnie Johnson et du côté maternel les quinze frères et sœurs sont presque tous musiciens. Il commence à apprendre la guitare auprès de son frère aîné LeDell (né en 1892) puis, à partir de 1914, il arrondit ses fins de mois de métayer en jouant dans des fêtes locales avec ses frères Mager et LeDell et avec Houston Stackhouse. Il a alors 18 ans mais il rompt tout contact et s'enfuit de la demeure familiale pour vivre avec une femme beaucoup plus âgée que lui. Il s'installe d'abord à Rolling Fork puis à Boyle. Il revient deux ans plus tard ayant beaucoup progressé dans le chant et le jeu de guitare à force de suivre des musiciens comme Charley Patton et Willie Brown. Cultivant un côté sombre et sinistre pour façonner sa popularité, Tommy Johnson préfère cependant donner une autre explication à ces progrès. Il raconte avoir vendu son âme au Diable en échange de la maîtrise de la guitare. Un soir, alors qu'il s'était perdu à un carrefour, il y aurait rencontré le Diable. C'est ce dernier qui lui aurait appris à chanter et à jouer le blues. Cette même histoire sera reprise et popularisée ensuite par Robert Johnson et par Peetie Wheatstraw, ce qui fait de celle-ci une sorte de légende du blues. Certains spécialistes, cependant, voient dans ce Diable une divinité africaine nommée Eshu chez les Yoruba et Legba au Dahomey et Johnson aurait donc fait référence aux divinités de ses ancêtres et non à l'ange déchu du christianisme . Par ailleurs, l'idée d'associer son image à celle de l'occulte, du vaudou, lui permet de toucher la population noire qui partage cette croyance, mais, surtout, d'attirer les acheteurs.

### Un bluesman sur les routes

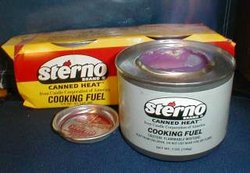
Boîtes de Sterno, aussi appelées Canned Heat.

Entretemps, il se marie avec Maggie Bidwell en 1915 ou 1916 selon les sources. Il divorce en 1917 et, en 1921, il déménage à Drew avec son frère LeDell. Les frères Johnson apparaissent comme les premiers à avoir apporté le blues dans la région. Tommy Johnson se remarie au début de ces années 1920 avec Ella Hill, mais encore une fois le mariage ne dure pas. Tommy et son frère vivent alors dans la plantation d'un propriétaire blanc, Tom Sanders. Tommy Johnson joue avec son frère, mais aussi avec Charley Patton, Willie Brown et Dick Bankston bien que celui-ci affirme en 1967 n'avoir jamais joué avec Tommy Johnson. L'association ne dure pas car Tommy quitte le groupe en 1922 et LeDell fait de même en 1923.
Tommy Johnson quitte le Mississippi pour l'Arkansas puis la Louisiane et probablement pour quelques États plus au Nord. Il revient après deux ans d'errance à Crystal Spring où il reste peu de temps avant de reprendre la route. Musicien itinérant, il se produit dans tout le Sud des États-Unis pendant les années 1920, parfois accompagné de Willie Brown, Papa Charlie McCoy, Charley Patton, Ishman Bracey ou les Mississippi Sheiks. En dehors de ses retours périodiques à Crystal Spring, Johnson s'installe à Jackson. La musique n'est malheureusement pas sa seule passion et il cherche régulièrement à consommer de l'alcool, ou des ersatz, alors que les États-Unis connaissent la Prohibition. Il boit ainsi de la bière, de l'alcool frelaté et même de l'alcool dénaturé en gelée Sterno,, ce qui lui inspire le titre Canned Heat Blues, tiré du slogan — littéralement « chaleur en boîte » — qui accompagne la marque sur les étiquettes des boîtes de conserve de Sterno.

### Une courte carrière discographique
En 1928, alors qu'il est déjà une vedette dans la région du delta, il est repéré par H. C. Speir, sur les indications de Ishman Bracey. Speir l'emmène à Memphis où il enregistre dans l'auditorium de la ville, en février ses premiers morceaux, comme Canned Heat Blues ou Big Road Blues  pour le label Victor. Il est alors accompagné par Charlie McCoy. Ces premiers enregistrements sont difficiles à cause du manque d'expérience de Johnson mais le résultat est excellent. Il enregistre encore pour le studio Victor en août 1928. Beaucoup de ses titres l'établissent comme le premier chanteur du Delta blues et en font une véritable vedette. Selon Speir, un des disques de Tommy Johnson aurait été vendu à plus de 200 000 exemplaires. Bien que douteux, ce nombre souligne le succès de Johnson qui dès lors attire les foules lors de ses prestations scéniques. Financièrement, les enregistrements n'apportent pas la richesse car le chanteur ne reçoit que 30 dollars par titre et il ne perçoit pas le paiement de royalties par la suite. Il a en effet abandonné ses droits d'auteurs au studio Victor pour une somme modeste ; c'est du moins ce que la société lui fait croire.
En décembre 1929, il est rappelé par H. C. Speir pour enregistrer de nouveaux titres, à Grafton dans le Wisconsin, cette fois pour la maison de disque Paramount. Constamment ivre, Johnson enregistre malgré tout six titres mais aucun ne connaît le succès.

### On the Road Again
En 1930, il part pour Chicago puis retourne dans le Mississippi où il joue de ville en ville un medecine show accompagnant un pseudo-médecin, le docteur Simpson, qui vend un remède miracle aux spectateurs crédules. En dehors de cette activité il se produit parfois en compagnie de Ishman Bracey. Il passe ensuite un moment en Louisiane avant de revenir en 1937 à Jackson. Dès lors, il reste dans le Mississippi jusqu'à sa mort, jouant de tout pour satisfaire son auditoire et gagner quelques dollars. Il tente un moment d'ouvrir un café à Jackson mais il fait faillite en dépensant les recettes pour de l'alcool. Il travaille quelquefois comme ouvrier agricole. Déjà marié deux fois, il séduit de nombreuses femmes et a un grand nombre de maîtresses. Vers 1935, Tommy Johnson épouse Rosa Youngblood avec laquelle il reste jusqu'en 1939,. Il emménage avec elle à Tylertown un an ou deux puis le couple retourne à Jackson. À Tylertown, Tommy rencontre Roosevelt Holts, cousin de Rosa, qu'il initie au blues. Johnson dilapide ses maigres revenus dans le jeu et l'alcool et séjourne parfois en prison pour ivresse sur la voie publique. Il se marie une dernière fois dans les années 1940 avec Emma Downes dont il divorce aussi rapidement. Il tente de se soigner en vain de son alcoolisme. Il meurt d'un infarctus dans la nuit du 31 octobre au 1er novembre 1956 après un concert privé donné pour une de ses nièces. Il est enterré à Crystal Spring dans le cimetière méthodiste de Warm Springs.

## Analyse musicale
Le blues joué par Tommy Johnson est représentatif du Country Blues joué dans l'État du Mississippi même si les qualités personnelles du musicien le démarquent du tout venant. Un des points essentiels de ce genre de blues est l'union totale entre le chant, l'accompagnement musical et la création qui mêle improvisation et reprise de phrases musicales déjà existantes.

### Chant
La voix de Tommy Johnson est particulièrement puissante et claire ce qui lui permet d'exceller en prenant une voix de fausset. Ce chant se caractérise, selon le critique Gérard Herzhaft, par son « intensité dramatique » et selon Ted Gioia par une « douce mélancolie », ce qui permet à Tommy Johnson de se placer en rival de Charley Patton dans la qualité du chant car son style est vraiment original. Par ailleurs, il maîtrise l'usage du vibrato dans les notes tenues. Il parvient à jouer de sa voix en modulant sa puissance (par des crescendos et des diminuendos) et en la gardant très claire quelle que soit l'intensité qu'il donne aux paroles, ce qui est d'autant plus remarquable que, lorsqu'il ne chante pas, Johnson souffre de bégaiement et de zézaiement.

### Jeu de guitare
Inspiré par le style de Charley Patton, Johnson use de basses syncopées dans son jeu de guitare qualifié de « logique et élégant ». Il excelle dans le rythme lent ou moyen, alors que les bluesmen de la région de Drew préfèrent habituellement les rythmes rapides. Lors de ses performances scéniques il s'amuse aussi souvent avec sa guitare, la mettant entre ses jambes ou derrière la tête pour en jouer, ou encore la lançant en l'air. Il imite ainsi Charley Patton qui faisait consciemment le clown avec sa guitare pour amuser son public.

### Composition musicale
Tommy Johnson n'est pas à l'origine un bluesman créatif. Il ne cherche pas à écrire de nouveaux morceaux. C'est en improvisant que des phrases musicales apparaissent et si elles reviennent régulièrement, un morceau se met en place et est ajouté au répertoire. Aussi en 1928, Tommy Johnson n'a composé que deux morceaux originaux et c'est H. C. Speir qui l'oblige à composer les autres morceaux nécessaires à l'enregistrement d'un disque. Même ainsi, Johnson parvient difficilement à faire preuve d'originalité. On retrouve souvent des phrases musicales semblables dans des morceaux différents et sur les onze titres qu'il a créés, trois possèdent la même strophe  et trois titres ont la même ligne mélodique (Maggie Campbell Blues, Big Fat Mama Blues et Black Mare Blues). Johnson, comme beaucoup d'autres bluesman de l'époque, s'inspire de blues traditionnels et il n'est pas rare qu'il reprenne des vers de morceaux déjà existants. C'est donc dans une sorte de fonds commun aux bluesmen de l'époque que Johnson s'empare de phrases plutôt qu'à partir de morceaux originaux enregistrés sur disque. Johnson peut lors de performances scéniques s'en inspirer mais il les adapte et les transforme. Il apparaît que, lorsqu'il joue, Johnson transforme régulièrement les morceaux, ajoutant ou retranchant des phrases, allant plus ou moins vite selon son humeur. À partir d'une base composée d'une mélodie et d'une première strophe, il improvise plus ou moins un morceau qui existe seulement le temps de la représentation. Il n'en demeure pas moins que les créations de Johnson sont particulièrement originales, très poétiques en usant de nombreuses allégories.

## Discographie
Tous les 78 tours enregistrés en 1928-29 par Tommy Johnson sont des blues à l'exception d'un titre.

### 1928, Memphis
Le premier disque sorti comprend : 
- Cool Drink Of Water Blues (Victor 21279) Ce titre est joué en mi[E 14]. Il met  particulièrement en valeur les capacités vocales de Johnson qui monte lentement une octave et qui « passe d'un coulé[n 6] blues à une tyrolienne de cowboy »[n 7],[G 9].
- Big Road Blues (Victor 21279) : Ce titre est joué en ré[E 15]. Enregistré en même temps que Cool Drink Of Water Blues, il se démarque de celui-ci par son rythme plus rapide et par un chant plus puissant. Le morceau est élu, cette année-là, meilleur blues par les lecteurs d'un magazine noir[2] et inspire Babe Stovall qui reprend ce morceau dans une version différente, ce qui laisse supposer que Tommy Johnson avait transformé ce blues lorsqu'il le jouait en public[E 6]. Ce titre est l'un de ceux qui ont inspiré la chanson On the Road Again du groupe de blues Canned Heat[H 2].

Le deuxième disque sorti est composé de : 
- Bye-Bye Blues (Victor 21409). Ce titre joué en mi[E 16] est une adaptation de Pony Blues de Charley Patton [12].
- Maggie Campbell Blues (Victor 21409). Ce titre est inspiré par sa première femme, Maggie Bidwell[1].

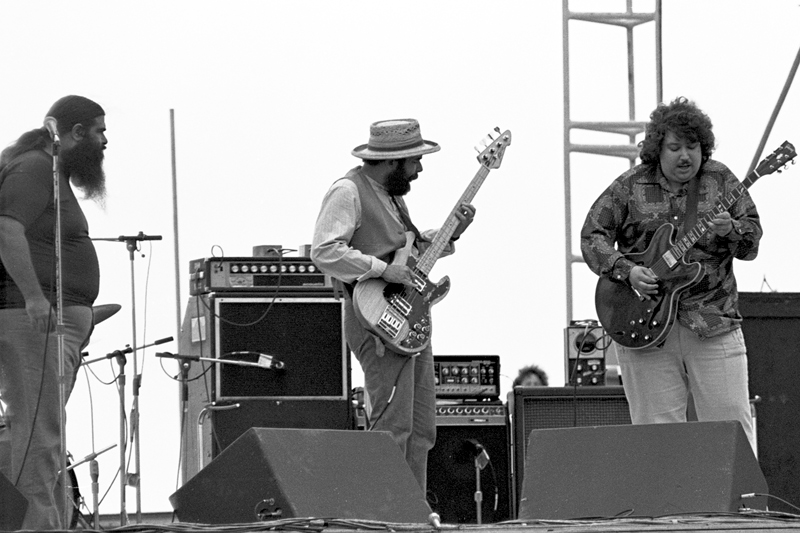
Canned Heat lors du concert Woodstock Reunion à Brookhaven en 1979.

Le troisième disque sorti propose les morceaux :
- Canned Heat Blues (Victor V38535) : Ce titre est joué en ré[E 15] comme Big Road Blues avec lequel il partage certains passages de guitare. Il inspire plus tard le groupe Canned Heat dans le choix de leur nom de scène. Le Canned heat est un alcool gélifié vendu dans des boîtes (can en anglais) conçu pour être allumé dans sa boîte pour cuisiner, alcool pur et hautement toxique, auquel Tommy Johnson est accro[E 17].
- Big Fat Mama Blues (Victor V38535) Ce titre est joué en la[E 10]. Ce morceau est repris par d'autres bluesmen qui l'ont appris de Tommy Johnson. Excepté la mélodie générale, l'accompagnement à la guitare et la première strophe, ces reprises diffèrent sensiblement de la version enregistrée en 1928 ce qui tend à prouver que Johnson utilisait la base générale pour ensuite improviser librement[E 18].
- Lonesome Blues (Victor 45463)[T 1]. Ce titre joué en la[E 10] n'a jamais été édité du vivant de Tommy Johnson[E 19].

### 1929, Grafton
Le premier disque sorti comprend : 
- I Wonder to Myself (Paramount 12975)[13]. Le morceau apparaît comme un blues classique mais il perd de sa force à cause de l'adjonction d'un kazoo[G 11].
- Slidin' Delta (Paramount 12975). Chaque début de strophe de ce morceau est chanté en falsetto [E 20]. Le titre fait référence à une ligne de chemin de fer qui faisait la liaison entre le fleuve Mississippi et la ville de Greenwood[14].

Le deuxième disque sorti se compose de : 
- Lonesome Home Blues (Paramount 13000). Ce titre est joué en mi[T 2]. On reconnaît dans ce titre l'influence de Blind Lemon Jefferson et plus particulièrement de son morceau Stocking Feet Blues dont il reprend l'intro[H 3].
- Black Mare Blues (Paramount 13000). Ce titre est joué en sol, il reprend, quasiment à l'identique l'accompagnement à la guitare du titre Big Fat Mama Blues[E 10]. Pour ce morceau Tommy Johnson est accompagné par un groupe nommé New Orleans Nehi Boys composé de Kid Ernest Moliere (clarinette), Charley Taylor (piano) et d'un percussionniste anonyme[13].

Le troisième disque sorti permet d'entendre :
- Alcohol and Jake Blues (Paramount 12950)[13]
- Ridin' Horse (Paramount 12950)[13]

Ce 78 tours ne connaît pas de succès et les morceaux ne refont surface qu'en 1989 sur une intégrale. Alcohol And Jake Blues fait référence à un alcool de contrebande, produit à partir du gingembre jamaïcain (en), qui est extrêmement nocif entraînant la paralysie des jambes et des bras.
À ces disques s'ajoutent : 
- I Want Someone to Love Me (L-227-1)[13]. Cet enregistrement n'a pas été distribué et a été retrouvé seulement dans les années 2000, sous la forme d'un pressage test, par un antiquaire ; il s'agit d'une valse[G 4].
- Morning Prayer Blues. Jamais édité du vivant de Tommy Johnson, le titre sort pour la première fois en 1988 sur une compilation Delta Blues vol. 1, 1928-1930 tout comme un autre morceau, Boogaloosa Woman, enregistré à la même période[13].

## Postérité

### Influences musicales

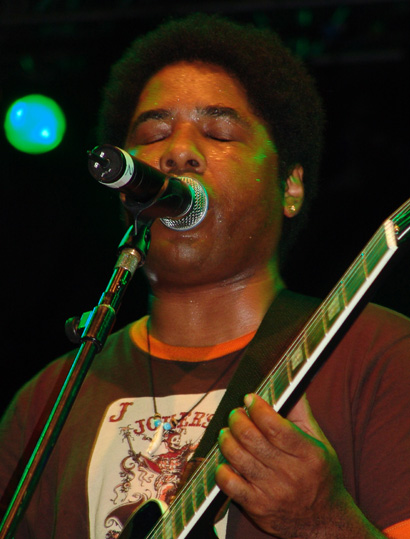
Chris Thomas King (ici en 2005), qui a interprété Tommy Johnson dans le film O'Brother.

Compositeur et parolier de talent, empruntant des fragments de la poésie folk, Tommy Johnson est très populaire dans les années 1930 et 1940, influençant beaucoup de ses contemporains. Dave Evans dans son livre consacré au chanteur explique qu'« il fut probablement pendant trente ans le plus important et le plus influent chanteur de blues du Mississippi », et Simon Napier dans le magazine Blues Unlimited de février 1966 dit de lui qu'« il fut l'un des meilleurs chanteurs du Mississippi et probablement le plus imité ou admiré »,. Stefan Grossman indique que l'un de ses morceaux les plus célèbres, Big Road Blues, était un passage obligé, un morceau repris par tous les musiciens de blues et qu'il était aussi joué par des groupes de folk blanc. D'autres morceaux comme Cool Drink Of Water Blues ou Maggie Campbell Blues étaient repris régulièrement par les bluesmen imitant le style même de Tommy Johnson. Johnson enseignait facilement sa technique aux musiciens qui venaient le trouver et des centaines de bluesmen en herbe ont cherché à l'imiter ou ont repris ses morceaux. Ses titres inspirent des bluesmen comme Floyd Jones, J.D. Short, Robert Nighthawk ou Howlin' Wolf. Ce dernier reprend aussi à son compte le jeu scénique de Tommy Johnson. La notoriété qu'il possède durant les années 1920 - 1930 n'empêche pas le désintérêt relatif pour Tommy Johnson dans les décennies suivantes.

### Tommy Johnson comme personnage de fiction
Tommy Johnson est interprété par l'acteur Chris Thomas King dans O'Brother, le film de Joel et Ethan Coen sorti en 2000. Le personnage diffère cependant sensiblement de la personne réelle. La légende selon laquelle il aurait vendu son âme au Diable y est mentionnée lors de la rencontre de Tommy et des trois personnages principaux qui sont à ce moment de l'histoire des fugitifs. En effet, Tommy explique qu'il vient de rencontrer le Diable ; il décrit d'ailleurs celui-ci et ce portrait correspond au shérif qui poursuit les trois évadés. Le bluesman devient ensuite le guitariste du groupe musical les Soggy Bottom Boys que forment les héros. Ceux-ci ne montrent aucun signe de racisme (c'est invraisemblable alors que l'histoire se déroule dans le Sud des États-Unis mais il s'agit d'une fiction-adaptation de l'Odyssée homérique), et Tommy peut enregistrer un disque en leur compagnie et jouer en public.